# Доња Купчина
Доња Купчина је насељено место у саставу општине Писаровина у Загребачкој жупанији, Хрватска. До територијалне реорганизације у Хрватској налазила се у саставу старе општине Јастребарско.

## Становништво
На попису становништва 2011. године, Доња Купчина је имала 974 становника.

## Попис1991.
На попису становништва 1991. године, насељено место Доња Купчина је имало 1.314 становника, следећег националног састава:
| Попис 1991.‍   | Попис 1991.‍  | Попис 1991.‍ | Попис 1991.‍ | Попис 1991.‍ |
| ------------- | ------------ | ----------- | ----------- | ----------- |
|               |              |             |             |             |
| Хрвати        | Хрвати       |             | 1.286       | 97,86%      |
| Југословени   | Југословени  |             | 2           | 0,15%       |
| остали        | остали       |             | 4           | 0,30%       |
| неопредељени  | неопредељени |             | 18          | 1,36%       |
| непознато     | непознато    |             | 4           | 0,30%       |
| укупно: 1.314 |              |             |             |             |